# Мотоко Кусанаги
Майор Мотоко Кусанаги (яп. 草薙 素子 Kusanagi Motoko) — главная героиня научно-фантастической киберпанк-манги «Призрак в доспехах» Масамунэ Сиро. Киборг, работает в 9-м отделе МВД Японии.

## Биография
В возрасте шести лет Мотоко попала в авиакатастрофу и осталась сиротой. В результате полученных травм два года находилась в коме до тех пор, пока ей не была произведена полная кибернетизация тела. Уцелели лишь мозг и часть спинного мозга. Расследуя дело Проекта 2501, чьё тело было построено на той же фабрике, что и её, начала сомневаться, действительно ли её сущность, её душа и происхождение являются человеческими.
Кусанаги владеет тхэквондо, профессионально владеет огнестрельным оружием, а также является очень талантливым хакером. Она бисексуалка.

## Концепция и создание
Идея образа Мотоко Кусанаги принадлежит Масамунэ Сиро.
В адаптации фильма дизайнер персонажей и руководитель анимационной группы Хироюки Окиура сделал её непохожей на персонажа манги: «Мотоко Кусанаги — киборг, поэтому её тело сильное и молодое, но её человеческий менталитет значительно старше, чем она выглядит. Я попытался изобразить эту зрелость в её характере вместо оригинальной девушки, созданной Масамунэ Сиро».
Кэндзи Камияма с трудом идентифицировал её и не мог понять мотивы героини в течение первого сезона сериала. Работая над вторым сезоном он уделил немало внимания прошлому Мотоко. Затем он смог описать её как человека, который был избран, чтобы получить эту сверхчеловеческую силу. Она, вероятно, полагает, что она обязана использовать эту способность в интересах других.
Американская актриса озвучивания Мэри Макглинн описывает Мотоко Кусанаги как «сильную и по-прежнему иногда женственную, но также и способную надрать любую задницу».

## Критика и признание
В 1995 году Кусанаги была удостоена награды Tokyo Sports Film Award как лучшая актриса года, что было воспринято неоднозначно.
В 2009 году Мотоко Кусанаги заняла 13-е место в списке лучших аниме-героев всех времён. В 2014 IGN в аналогичном списке она заняла 11 позицию. Она была отмечена как «потрясающий пример сильного женского персонажа».